# Land Ho!
『Land Ho!』（ランド・ホー）は、angelaの4枚目のオリジナルアルバム。 2009年9月9日にスターチャイルドから発売された。 

## 解説
オリジナルアルバムとしては、前作『PRHYTHM』から3年6ヶ月ぶりのリリースとなった。テレビアニメ『アスラクライン』のオープニングテーマや、『屍姫 玄』の新エンディング・挿入歌となった楽曲を収録。 
インディーズ時代の楽曲「此処に居るよ」をセルフカバーで収録。 13thシングルからは表題曲の「約束」は収録されておらず、カップリング曲の「innocence」が収録されている。
一方で、表題とカップリング両曲がテレビアニメの主題歌となっている12thシングルから収録されているのは、表題曲「Spiral」のみである。

## 収録曲
- （全曲）作詞：atsuko、作曲：atsuko・KATSU、編曲：KATSU

1. Galactic material [5:00]
2. Spiral [4:39]
  - 14thシングル
  - テレビアニメ『アスラクライン』オープニングテーマ
3. Beautiful fighter [4:36]
  - 12thシングル
  - テレビアニメ『屍姫』オープニングテーマ
4. 光、探せなくとも [4:26]
  - テレビアニメ『屍姫 玄』 第16話-第25話 エンディングテーマ
5. 満月オールナイト [4:09]
6. SONGS [5:12]
7. Fine! [4:14]
8. 此処に居るよ [4:54]
9. innocence [4:33]
  - 13thシングルのカップリング
10. Beginning [4:44]
  - テレビアニメ『屍姫』 第13話-第14話・第23話-第24話 エンディングテーマ
11. My story [4:16]
  - 12thシングルのカップリング
  - テレビアニメ『屍姫』 第1話-第3話・第5話-第12話・第15話・第26話 エンディングテーマ
12. パノラマ [4:47]

DVD（初回盤）トータル71分
1.アニメーションプチ PV
- atsukoとKATSUがキャラになって登場！

2.Making of Land Ho!
- 石垣島で行われたジャケット撮影

3.いい旅ぢぇらっ子気分 
- 石垣島でのオフショット

＜ミュージック・ワンダー★大サーカス 3rd より＞ 
2008年12月29日の中野サンプラザでのLIVE映像を収録
4.Beautiful fighter
5.恋のfirst run
6.約束 
7.Yell for you 
8.angelaのSpiral発売記念店頭キャンペーン ~みんなでぐるぐるしたい~
- 札幌・東京・名古屋・大阪・神戸・福岡で実施したキャンペーン